# Мошня (приток Белой)
Мошня — река в России, протекает в Фировском и Вышневолоцком районах Тверской области. Устье реки находится в 21 км по левому берегу реки Белая у деревни Ситниково Лужниковского сельского поселения. Длина реки составляет 11 км.

## Данные водного реестра
По данным государственного водного реестра России относится к Балтийскому бассейновому округу, водохозяйственный участок реки — Шлина, речной подбассейн реки — Волхов. Относится к речному бассейну реки Нева (включая бассейны рек Онежского и Ладожского озера).
Код объекта в государственном водном реестре — 01040200112102000019853.